# Sígfrid Gràcia
Sígfrid Gràcia Royo (Gavà, 27 marzo 1932 – Gavà, 23 maggio 2005) è stato un calciatore spagnolo, di ruolo difensore.

## Carriera

### Club
Gioca tutta la sua carriera nel Barcellona, segnando 5 gol in 231 partite.

### Nazionale
Ha rappresentato la Nazionale spagnola B e la Nazionale maggiore.

## Palmarès
- Campionato spagnolo: 3

Barcellona: 1952-1953, 1958-1959, 1959-1960
- Coppa del Re: 4

Barcellona: 1952-1953, 1956-1957, 1958-1959, 1962-1963
- Coppa Eva Duarte: 1

Barcellona: 1953
- Coppa delle Fiere: 3

Barcellona: 1955-1958, 1958-1960, 1965-1966